# Charles Montagu (1658-1721)
Pour les articles homonymes, voir Charles Montagu.
Charles Montagu, né vers 1658, mort en 1721 à Bréda, est un homme politique, député de Durham de 1685 à 1687, puis de 1695 à 1702, et un homme d'affaires anglais.
Il est l'un des actionnaires de la nouvelle Banque d'Angleterre créée en 1694, avec assez de parts pour être administrateur. Il est le cousin homonyme d'un autre député célèbre du parti whig, Charles Montagu, dit Lord Halifax, personnage-clé de la Glorieuse Révolution britannique de 1688, chancelier de l'échiquier, décrit comme le financier génial à l'origine des emprunts perpétuels et de la fiscalité indirecte massive de la révolution financière britannique.
Il est le premier à recourir à une stricte comptabilité en partie double pour faire face aux manœuvres de ses deux associés, Thomas Fenwick et Thomas Rawling, qui détenaient respectivement un douzième et trois douzièmes de l'entreprise, comme le montre le bilan comptable de sa correspondance.

## Biographie
Il est le cinquième fils d'Édouard Montagu (1625-1672), 1er comte de Sandwich, homme politique anglais.
Originaire de Londres, Charles Montagu récupère des terres dans la région de Newcastle, au nord-est de l'Angleterre, d'abord en épousant la fille d'un aristocrate, puis en reprenant la mine de Benwell dans laquelle le précédent propriétaire Henry Rawling avait investi dans un système de pompes à drainage qui lui a coûté tout son capital. Montagu lui rachète deux tiers des parts.
Il crée dès 1692 un système de wagonnets en bois pour acheminer le charbon, dont il reste encore des traces aujourd'hui. Il se fait parallèlement élire au parlement. Pour étendre son exploitation, il  contourne l'obligation de passer par la compagnie des 26 « hommes libres », en réalité 26 propriétaires, la Hostmen Company de la vallée de la Tyne, installés le long de la rivière, dans la région de Newcastle. Leur part de marché descendant de 95 % en 1700 à 60 % une dizaine d'années plus tard. Dans une pétition au Parlement de 1696, la Company of Hostmen of Newcastle  demande l'interdiction de son activité.
Alors que ses concurrents restent le long de la rivière, Charles Montague innove par la construction d'un parcours pour wagonnets, long de 6 kilomètres et fait de rails de bois, qui l'aide à relier sa mine de Gibside (Hutton), trop éloignée de la rivière, à son autre mine, Benwell, proche de la rivière Tyne.
Espérée en 1697, seulement terminée en 1699, la construction de cette "voie boisée" fait sa célébrité. Avant d'investir dans le puits Stumplewood, à Benwell, il effectue des projections financières, dont on a retrouvé des traces dans sa correspondance, avec des prévisions pour douze mois, tablant sur 35 000 tonnes de ventes, pour un chiffre d'affaires de 5 525 sterling et des dépenses de 4 070 sterling soit un bénéfice de 33 %.
Grâce à ce procédé, la production de charbon du site minier atteint 70 000 tonnes dès 1703. Charles Montagu devient le premier producteur de charbon du Royaume-Uni, avec des participations majoritaires dans deux mines, soit l'équivalent d'une production de 100 000 tonnes. Il vit à Londres, d'où il veille à la commercialisation. Il a conservé toutes les notes et tous les calculs de rentabilité de cette mine dans sa correspondance. À partir de 1800, un siècle plus tard, en Angleterre, tous les rails de mine pour les galeries de charbon seront faits en acier.
Charles Montagu cesse toute activité parlementaire en 1701. Il met alors en place, en mars 1701, une association de 8 producteurs de charbon du nord-est de l'Angleterre, qui a pour but de sécuriser ses débouchés commerciaux, avant d'investir. Cette association, qui ressemble à un cartel, donne lieu en 1702 à une enquête du parlement, en raison du prix élevé du charbon. L'enquête condamne la pratique de commissions commerciales versées pour favoriser l'arrivée de leur charbon à Londres, au détriment des concurrents.
Le fils de Charles Montagu a déjà revendu l'entreprise, lorsqu'un vrai cartel contrôlant les quantités et les prix du charbon local est mis sur pied en 1708.
L'association, où opèrent plusieurs de ses héritiers, s'appelle en 1726 « Les grands alliés ». Elle vise à faciliter le passage des wagons dans la région charbonnière de Durham et fait construire l'Arche de Causey, sur le chemin de fer de Tanfield, haute de 20 mètres, qui coûte 1 200 sterling, dont il reste des traces car elle a été restaurée.
En 1720, sa famille a des actions dans onze sociétés minières de la région. George Liddell et William Cotesworth sont actionnaires dans six autres sociétés, après l'arrivée des courtiers en charbon Robert Wright et Thomas Brumell dans la mine de Bucksnook, dont trois huitièmes ont été vendus au propriétaire terrien Gilbert Spearman.
La plupart de ces premiers entrepreneurs du charbon britannique se tiennent à l'écart des grandes spéculations de la capitale, en particulier sur les actions de la compagnie des mers du sud.